# Josef Redl fils
Josef Redl (né le 24 mai 1774 à Vienne, mort le 4 juillet 1836 dans la même ville) est un peintre autrichien.

## Biographie
Josef Redl est le fils de Josef Redl (1732–1807), peintre paysagiste. En 1786, il s'inscrit à l'académie des beaux-arts de Vienne, où il est l'élève de Hubert Maurer et, après 1794, de Johann Baptist von Lampi. En 1806, il remporte un prix pour une peinture d'histoire. En 1809, il devient professeur de dessin d'après modèle et l'antiquité, successeur en 1820 de Franz Caucig comme professeur de peinture historique. Friedrich von Amerling est l'un de ses étudiants à l'académie. Ses œuvres, principalement des peintures d'autel, l'identifient comme l'un des derniers classiques de l'Académie de Vienne.